# Future house
El future house es un subgénero de música electrónica surgido en la década de los 2000 y 2010, y se describe como una fusión de deep house y UK Garage, con influencias del EDM. El future house se caracteriza por tener una composición vanguardista y muy diferente a los otros subgéneros del  house; inicialmente se lo definía simplemente como deep house pero la notable diferencia es que el future house posee un arreglo musical más melódico y minimalista, asemejándose a sonidos más computarizados, robotizados y metálicos pero sin dejar atrás la composición sofisticada y agradable del mismo deep house, y es por ello que se le etiquetó como Future. De acuerdo con el productor francés Tchami, la etiqueta fue inventada originalmente por él mismo en 2013 como una "broma" para describir las pistas que había subido a SoundCloud, pero más tarde fue adoptado por los aficionados y los medios de comunicación en un sentido serio.
Además de Tchami, Oliver Heldens (junto con su alias  HI-LO) y  Don Diablo son considerados los principales exponentes de este subgénero, cuya explosión se originó en el 2014. A partir de ese año, tanto Oliver Heldens como Don Diablo, quienes previamente se habían caracterizado por sonidos más cercanos al electro house y al  big room, adoptaron de lleno la producción del future house en sus tracks, lo cual tuvo gran aceptación por parte del público aumentando por lo tanto en interés hacia el género.
El future house se ha masificado hasta el punto de que se han creado labels y sellos discográficos totalmente dedicados a este género, como por ejemplo Confession (sello fundado por el francés Tchami); Hexagon, subsello de Spinnin' Records y de Don Diablo; Heldeep Records, también subsello de la misma discográfica, y de Oliver Heldens; y Future House Music.

## Historia
A mediados del 2013 Tchami, un DJ/productor de origen francés, comenzó a subir en su cuenta de SoundCloud una serie de canciones que tenían un drop y una composición muy diferente y fuera de lo conocido en esa época, afirmándose que era un nuevo sonido de  tech house pero con influencias muy marcadas de  deep house. Entre esas canciones se encontraban sus remixes de 'You Know You Like It' de AlunaGeorge y 'Go Deep' de Janet Jackson. En diciembre del 2013 Tchami subió en su cuenta de SoundCloud su canción 'Promesses (feat. Kaleem Taylor)' a través de la discográfica Fool's Gold Records, la cual tuvo bastante éxito y fue ahí cuando sus fanes bautizaron a ese nuevo estilo 'future house', por su composición muy vanguardista que no se asemejaba a otros subgéneros del house. En los años siguientes Tchami lanzó otros tracks muy populares, tales como 'Untrue', 'After Life' y 'Adieu', y remixes de 'Wizard' de Martin Garrix & Jay Hardway y 'Pushing On' de Oliver $ & Jimi Jules, entre otros. Todos los tracks citados pertenecen al género.

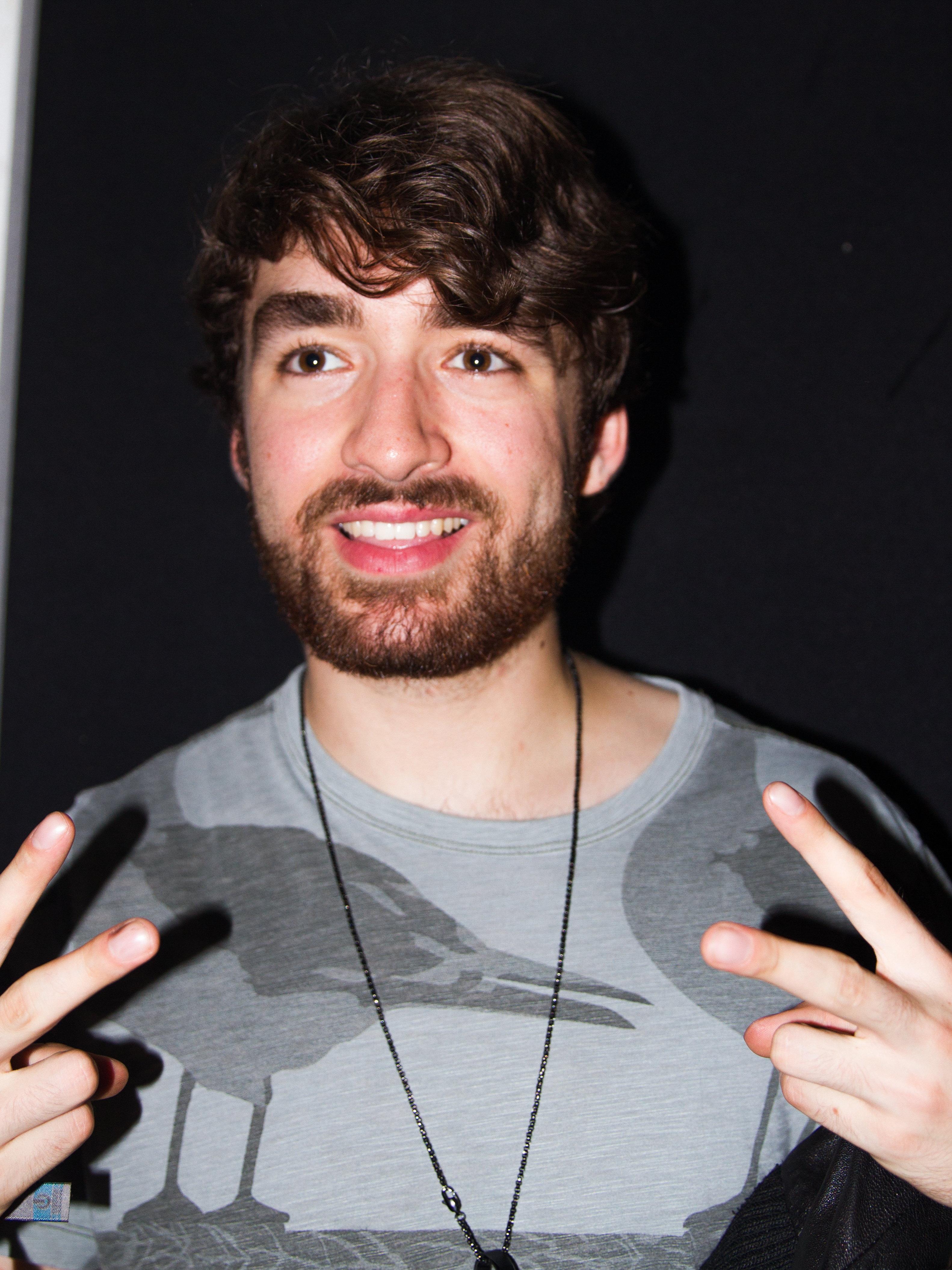
Oliver Heldens es uno de los principales referentes del future house, y junto con Tchami fueron los que en un principio popularizaron a nivel mundial el vanguardista sonido future house.

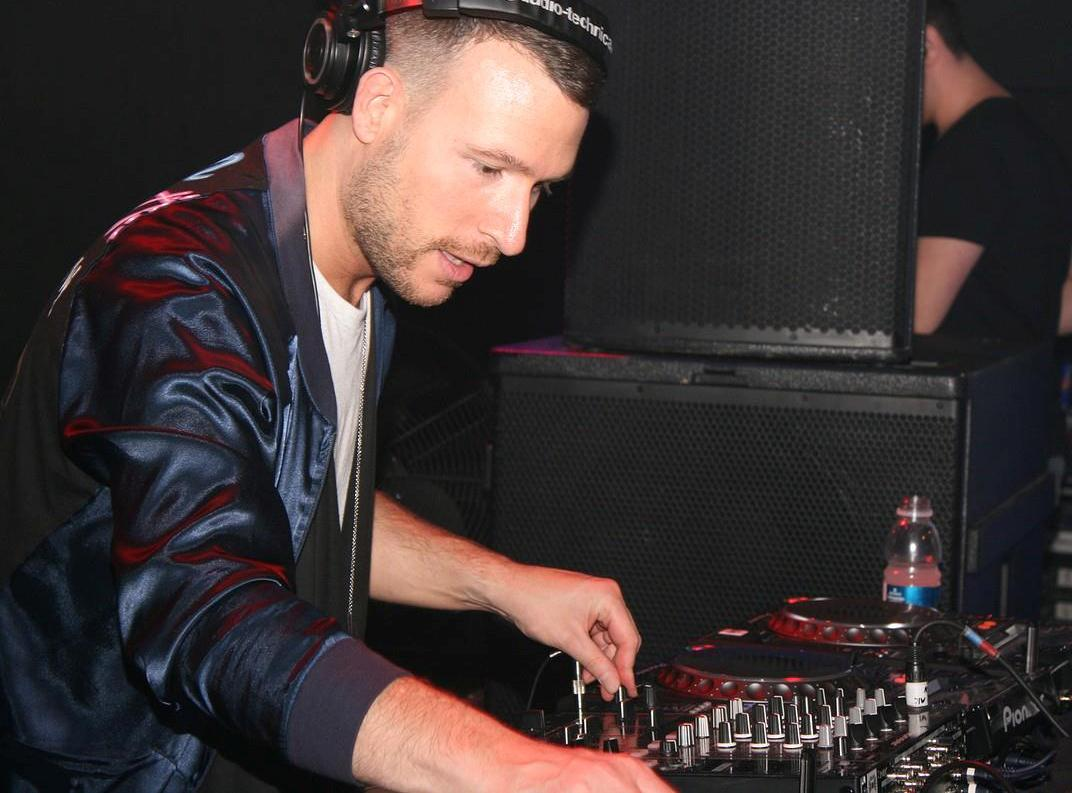
Don Diablo en una presentación. Este DJ de origen holandés ha sido en gran parte responsable de que el future house haya tenido tanto interés a nivel mundial.

A fines del 2013 el DJ/productor holandés Oliver Heldens publicó su canción 'Gecko' a través del sello Musical Freedom de Tiësto, y alcanzó el 2° puesto en el top 100 de Beatport. Al igual que 'Promesses' de Tchami, tenía una composición muy diferente a lo que se conocía y era muy semejante al nuevo estilo que Tchami había producido, generándose una pequeña disputa entre ambos en Twitter, aunque luego se aclaró que se trató de una broma.'Gecko' tuvo incluso más éxito que 'Promesses', impulsado por el lanzamiento de la versión vocal 'Gecko (Overdrive)', y fueron las canciones que propiciaron a que aumente el interés hacia el future house a nivel mundial. En el 2014 Oliver Heldens lanzó 'Koala' y luego su versión vocal 'Last All Night (Koala)', que también gozaron de bastante popularidad ('Koala' alcanzó el primer puesto del top 100 de Beatport'). Ese mismo año comenzó a publicar tracks bajo el alias HI-LO, con un sonido más orientado al bass house.
Otro DJ considerado pionero del future house es el holandés Don Diablo, que con sus canciones 'AnyTime', 'My Window (feat. Maluca)', 'Chemicals (con Tiësto feat. Thomas Troelsen)' y remixes como Ed Sheeran - 'Don't (Don Diablo Remix)' o 'Alex Adair - Make Me Feel Better (Don Diablo & Cid Remix)', entre otros, han influido bastante para que este nuevo género electrónico ganara popularidad rápidamente.
En 2015 el future house alcanzó su cúspide de popularidad en ventas comerciales y de índole de preferencia por los usuarios en las tiendas de música y en las plataformas de reproducción musical como Beatport, iTunes Store, Google Play Music y Spotify.

## Características e influencias
A diferencia del deep house, el future house tiene un sonido más sintetizado, con líneas de bajos marcados y una melodía con sonidos que se asemejan a pianos, y se caracteriza por tener un drop o breakdown con un sonido "metálico" (como si se estuvieran manipulando de manera musical varios metales y percusiones con diferentes escalas musicales). El tempo del future house ronda entre los 123 y los 128  bpm.
Tiene similares características con el bass house, aunque este posee líneas de bajos más marcadas y distorsionadas (el sencillo 'Feel The Volume' de Jauz puede considerarse como un primer punto de inflexión hacia el sonido bass). El future house tiene muchas influencias de varios géneros del EDM, del 2-step garage, UK garage y sobre todo del  house de la década de los 90's, y ha sido el origen de otros subgéneros como el future bounce, y ha influenciado en otros, como el future bass.

## El sonido 'future bounce'
Dentro del contexto del future house existe una corriente denominada "future bounce" que es la integración de elementos musicales del future house con el Melbourne bounce y otros sonidos propios del  big room. Este sonido, de mucha popularidad durante 2015 y 2016, tiene entre sus referentes a los DJ/productores Mike Williams, Brooks y Mesto.
A finales de 2015 el DJ/productor holandés Martin Garrix lanzó junto con Justin Mylo y Mesto el track 'Bouncy Bob', que es un ejemplo claro del sonido future bounce y ayudó a popularizar dicho subgénero.